# Heinrich Frank
Heinrich Frank, též Jindřich Frank (15. června 1832 nebo 24. června 1833 Benešov – 14. září 1893 Královské Vinohrady nebo Praha), byl rakouský podnikatel a politik německé národnosti z Čech, poslanec Českého zemského sněmu.

## Biografie
V rodném Benešově vystudoval gymnázium. Věnoval se pak kupecké profesi. V letech 1849–1852 získával zkušenosti během pobytu v Hamburku. Po návratu nastoupil do firmy svého otce. Působil jako obchodník v Benešově. Od roku 1867, podle jiného zdroje od roku 1874, byl členem obchodní a živnostenské komory v Českých Budějovicích. Roku 1877 se stal šéfem obchodní firmy Samson Frank & Sohn v Benešově. Po roce 1866 byl za své postoje během prusko-rakouské války opakovaně vyznamenán. Od roku 1880 [sic!] zasedal v obecní radě v Benešově. Roku 1871 se přestěhoval do Prahy. V Praze vlastnil obchod s tabákovými specialitami v ulici Na Příkopě.
V 60. letech se zapojil i do vysoké politiky. V doplňovacích volbách v srpnu 1868 byl zvolen na Český zemský sněm, kde zastupoval kurii obchodních a živnostenských komor, obvod České Budějovice. Mandát zde obhájil i v řádných zemských volbách v roce 1870, zemských volbách v roce 1872 a zemských volbách v roce 1878. Patřil k tzv. německé Ústavní straně, která byla liberálně, centralisticky a provídeňsky orientovaná.
Patřil mezi významné postavy veřejného života německé komunity v Praze. Byl židovského původu. V roce 1861 byl zvolen do zemské židovské reprezentace. V Praze byl předsedou Nové synagogy a členem dalších spolků.
Zemřel v září 1893 po dlouhé nemoci ve věku 61 let. Tělo mělo být převezeno po rozloučení v Štěpánské ulici č. 55 k pohřbu na Nový židovský hřbitov na Olšanech.